# Петас

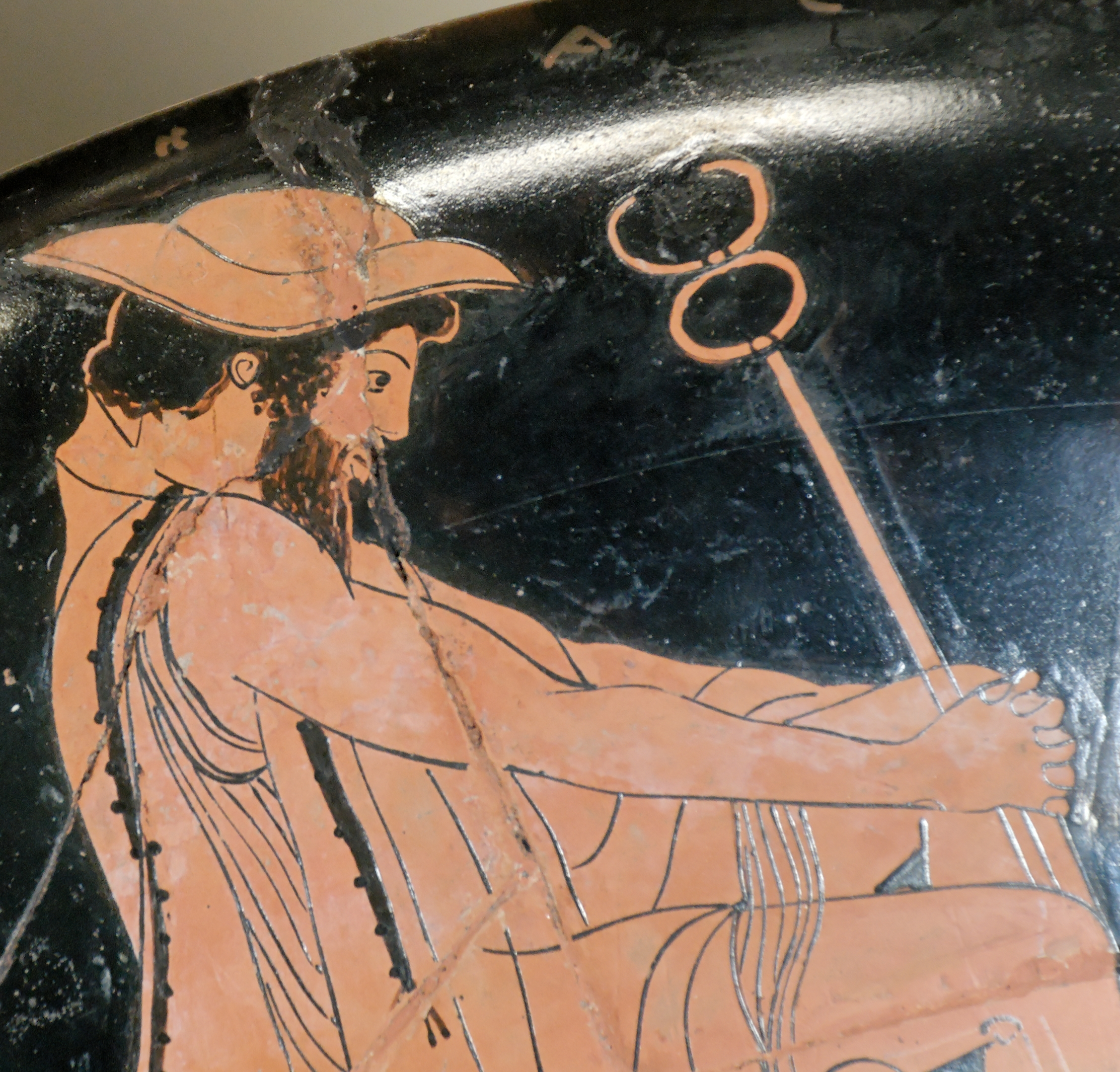
Гермес в петасе

Пе́тас (др.-греч. πέτασος  (pétăsos) Пе́тасос) — шляпа для защиты от солнца с широкими и гибкими полями, распространённая в Древней Греции.
Изготовлялся из войлока, кожи или соломы. Петас носили преимущественно пастухи, путники и охотники, особенно в Фессалии, часто вместе с плащом. Считался предметом сельской жизни. Наряду с жезлом (керикион) и крылатыми сандалиями был атрибутом Гермеса, древнегреческого бога, который, среди прочего, был покровителем пастухов и путников.